# Mánfa
Mánfa ist eine ungarische Gemeinde im Kreis Komló im Komitat Baranya. Zur Gemeinde gehört der Ortsteil Budafa.

## Geografische Lage
Mánfa liegt ungefähr zehn Kilometer nördlich des Komitatssitzes Pécs und vier Kilometer südwestlich der Kreisstadt Komló an dem Fluss Baranya-patak.

## Geschichte
Mánfa entstand 1949 durch den Zusammenschluss der Orte Mánfa und Pécsbudafa. Ab 1958 gehörte der Ort zur Stadt Komló und ist seit 1992 eine eigenständige Gemeinde.

## Sehenswürdigkeiten
- Höhle im Mánfai-kőlyuk
- Römisch-katholische Kirche Sarlós Boldogasszony, ursprünglich erbaut im 12. Jahrhundert, später mehrfach umgebaut und erweitert
- Römisch-katholische Kapelle Szent István király
- Sarlós-Boldogasszony-Statue, erschaffen von Gyula Kutasi
- Weltkriegsdenkmäler (I. és II. világháborúban elesettek emlékére)

## Verkehr
Durch Mánfa führen die Hauptstraße Nr. 66 und die Landstraße Nr. 6534. Es bestehen Busverbindungen nach Pécs und nach Komló, wo sich der nächstgelegene Bahnhof befindet.

## Bilder

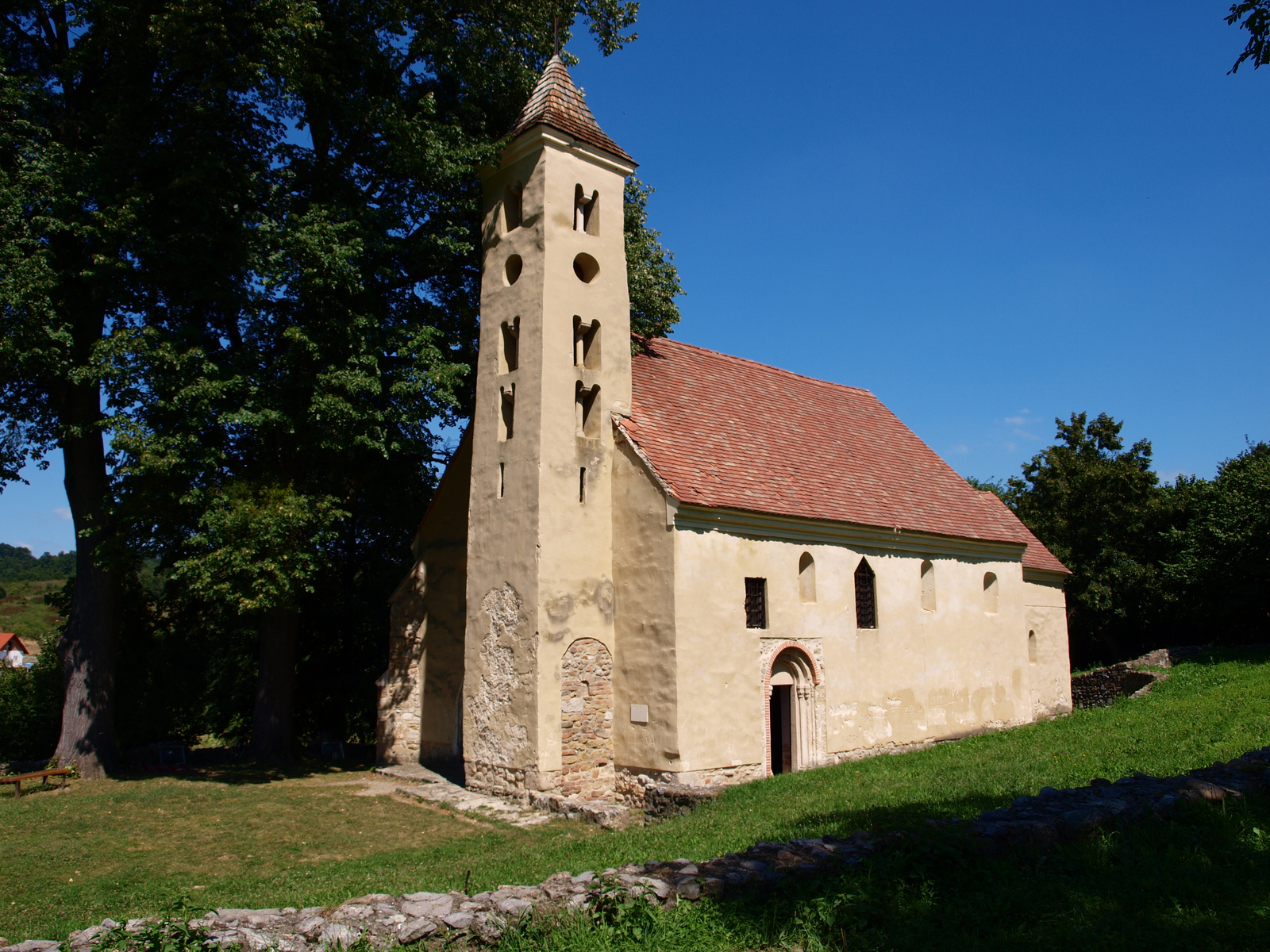
Röm.-kath. Kirche Sarlós Boldogasszony
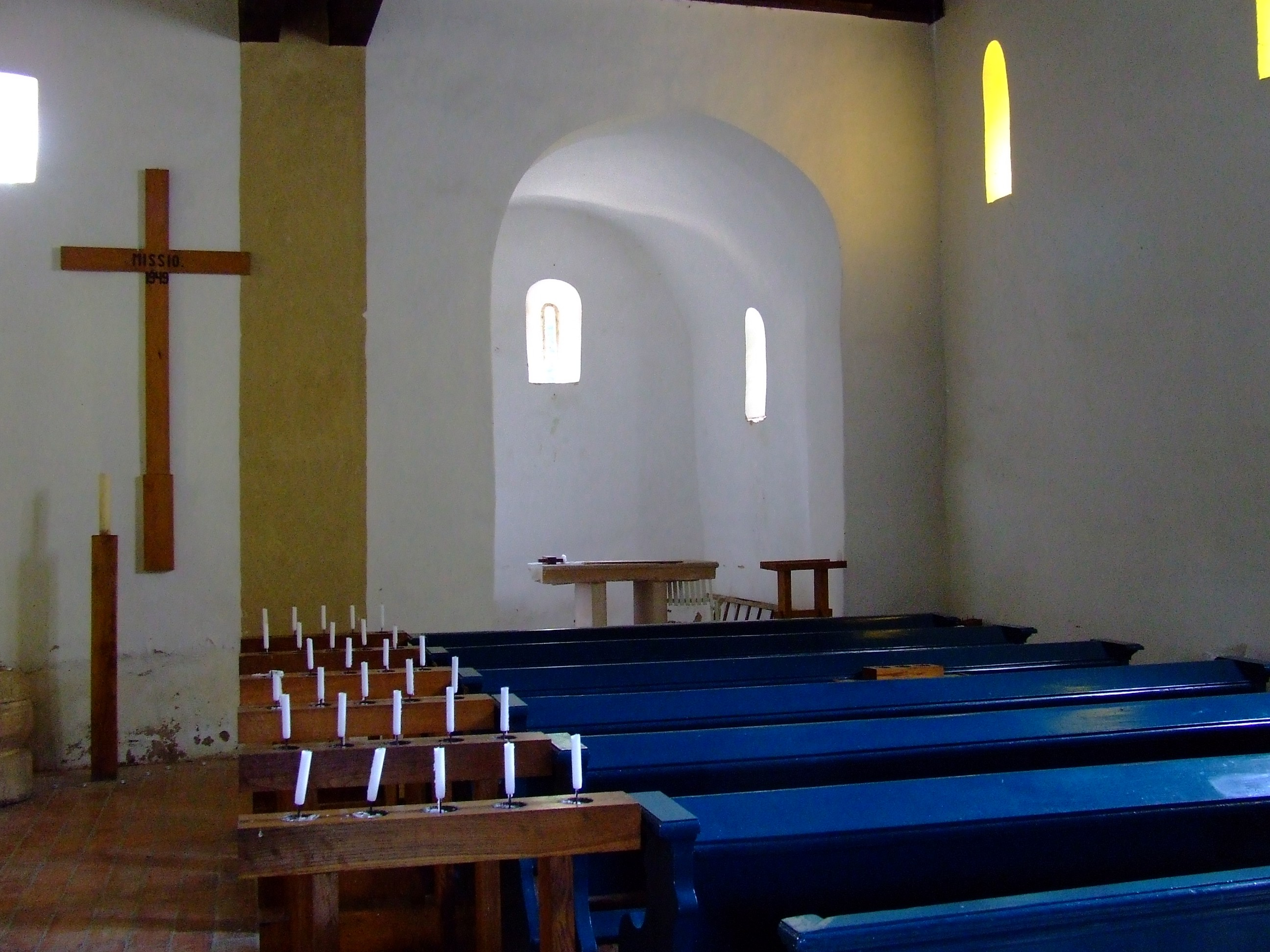
Innenraum der Kirche
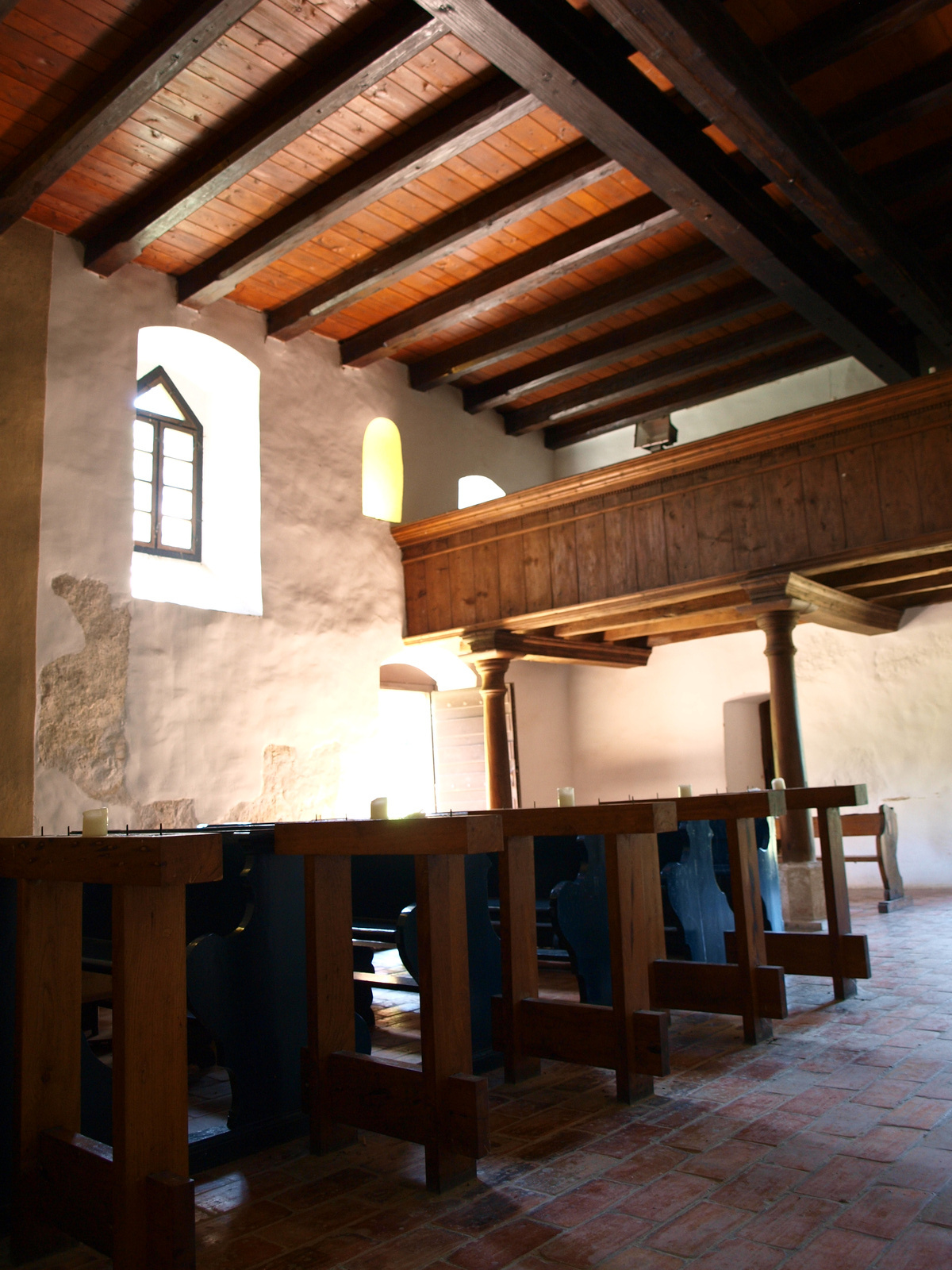
Innenraum der Kirche
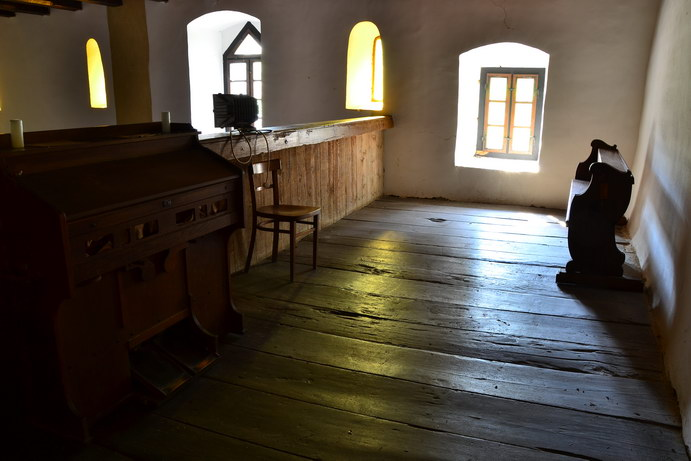
Empore der Kirche mit Harmonium